# Valore presente
Il valore presente è un metodo di valutazione di un'attività basato sull'attualizzazione dei flussi al fine di poter comparare investimenti che per loro dinamica hanno manifestazioni numerario diverse nel tempo. 
Si attua l'attualizzazione scontando flussi futuri attesi dall'attività in questione per un costo del capitale adeguato 
Sia CFi il generico flusso atteso relativo al periodo i e sia r il tasso corretto per il rischio relativo all'attività da valutare. Sia n il numero di periodi in cui tale attività fornisce dei flussi monetari (in uscita o in entrata). Il valore di tale attività che chiameremo VA è dato secondo il l'attualizzazione dei flussi dalla formula